# Bawitdaba
«Bawitdaba» es una canción del cantante estadounidense Kid Rock de su cuarto álbum de estudio, Devil Without a Cause (1998). La canción ayudó a impulsar el éxito del álbum. Se convirtió en una de sus canciones más populares, recibiendo elogios de la crítica y entró en el top 10 de la lista de sencillos de Nueva Zelanda.

## Antecedentes
Se ha descrito que «Bawitdaba» tiene un sonido nu metal. Su coro ha sido descrito como un «zumbido neogregoriano»; este coro se derivó de cánticos de hip hop, como el estribillo de «Rapper's Delight» de Sugar Hill Gang. El riff de guitarra en el puente es tomado de «Cowboys from Hell» por los pioneros del groove metal Pantera. La letra de la canción está dedicada a las «chicas con mensáfono», así como a «todos los drogadictos, críticos, cínicos / Y todos mis héroes en la clínica de matádona».
En la grabación de demostración de la canción, Kid Rock grita: «¡Ahora entra al hoyo e intenta matar a alguien!». En la versión del álbum, Rock cambió la letra, reemplazando la palabra «matar» por «amor». Con respecto al cambio, Kid Rock le dijo a The Baltimore Sun que estaba contento de haber cambiado la letra y explicó que los mosh pits se tratan de coexistencia.

## Video musical
El video que acompaña a la canción ganó rotación regular en MTV a medida que crecía en popularidad. El video comienza con numerosos clips de tomas de gira detrás del escenario con miembros de Korn, Fred Durst y Sam Rivers de Limp Bizkit. El video muestra a Kid Rock y a su banda actuando en un parque de casas rodantes con numerosos niños jugando al fútbol con Joe C. de fondo. A medida que avanza el video, presenta tomas de Rock conduciendo un Cadillac grande mientras está acompañado por numerosas mujeres. Luego, el video muestra a la banda interpretando el desglose de la canción en un campo oscuro frente a un gran mosh.

## Recepción
«Bawitdaba» se considera una de las mejores canciones de Kid Rock. En 2009, fue nombrada la 47.ª mejor canción de hard rock de todos los tiempos por VH1.

## Lista de canciones
| CD1 (Reino Unido) |                                    |          |  |
| N.º               | Título                             | Duración |  |
| 1.                | «Bawitdaba» (radio edit)           | 3:32     |  |
| 2.                | «My Oedipus Complex» (Father edit) | 3:51     |  |
| 3.                | «My Oedipus Complex» (Son edit)    | 4:28     |  |
| 4.                | «Bawitdaba» (enhanced video)       |          |  |

| CD2 (Reino Unido) |                                |          |  |
| N.º               | Título                         | Duración |  |
| 1.                | «Bawitdaba» (radio edit)       | 3:32     |  |
| 2.                | «Cowboy» (album version)       | 4:16     |  |
| 3.                | «Prodigal Son» (album version) | 5:41     |  |
| 4.                | «Cowboy» (video)               |          |  |

| CD3 (Reino Unido) |                                    |          |  |
| N.º               | Título                             | Duración |  |
| 1.                | «Bawitdaba» (radio edit)           | 3:32     |  |
| 2.                | «I Am the Bullgod» (album version) | 4:50     |  |
| 3.                | «Paid» (album version)             | 4:45     |  |
| 4.                | «I Am the Bullgod» (video)         |          |  |

| Sencillo CD (Europa y Australia) |                                                     |          |  |
| N.º                              | Título                                              | Duración |  |
| 1.                               | «Bawitdaba» (edit)                                  | 3:32     |  |
| 2.                               | «Bawitdaba» (album version)                         | 4:25     |  |
| 3.                               | «I Am the Bullgod» (live, electro-acoustic version) | 5:28     |  |

## Créditos y personal
Los créditos fueron extraídos de las notas del CD1 del Reino Unido y de Devil Without a Cause.
Estudios
- Grabado en White Room Studios y Temple of the Dog (Detroit, Michigan)
- Mezclado en Abbey Road Studios (Londres, Inglaterra)
- Masterizado en Masterdisk (Nueva York)

| Músicos - Kid Rock: escritor (como R. J. Ritchie), voz, producción, mezcla, ingeniería - Twisted Brown Trucker: ingeniero adicional - Uncle Kracker: escritor (como Matthew Shafer), tornamesas - Jason Krause: escritor, guitarra - Kenny Olson: guitarra - Jimmie Bones: teclado - Stefanie Eulinberg: batería | Otros - John Travis: producción adicional, ingeniería - David Bottrill: mezcla - Al Sutton: ingeniería - Derek Matuja: ingeniero adicional - Tony Dawsey: masterización - Andy VanDette: masterización |

## Posicionamiento en listas
| Lista (1999-2001)                      | Mejor posición |
| -------------------------------------- | -------------- |
| Alemania (Offizielle Deutsche Charts)  | 84             |
| Nueva Zelanda (Recorded Music NZ)      | 7              |
| Escocia (Scottish Singles Sales Chart) | 32             |
| Reino Unido (Official Charts Company)  | 41             |
| Estados Unidos (Alternative Airplay)   | 10             |
| Estados Unidos (Mainstream Rock)       | 11             |

## Historial de lanzamientos
| País           | Fecha               | Formato(s) | Discográfica(s)         | Ref.   |
| -------------- | ------------------- | ---------- | ----------------------- | ------ |
| Estados Unidos | 1999                | Rock radio | Atlantic, Lava, Top Dog |        |
| Estados Unidos | 1 de junio de 1999  | Radio      | Atlantic, Lava, Top Dog | [ 24 ] |
| Reino Unido    | 30 de abril de 2001 | CD         | Atlantic, Lava, Top Dog | [ 25 ] |